# Droga wojewódzka nr 432
Droga wojewódzka nr 432 (DW432) – droga wojewódzka klasy G w środkowej części woj. wielkopolskiego o długości 86 km. Droga przebiega przez 5 powiatów: śremski (gminę Śrem), kościański (gminę: Krzywiń), powiat leszczyński (gminy: Osieczna, Leszno), średzki (gminy: Zaniemyśl, Środa Wielkopolska i Dominowo) i wrzesiński oraz przez miasta Środa Wielkopolska, Śrem, Krzywiń, Osieczna i Leszno.

## Miejscowości leżące przy trasie DW432

### Miasto na prawach powiatu Leszno
- Leszno (miasto będące siedzibą powiatu leszczyńskiego, zabytkami miasta są: kościół barokowy, św. Mikołaja, św. Jana, św. Krzyża, pałac z XVIII w., ratusz, pałac Sułkowskich, wiatraki koźlaki, lapidarium oraz zabytkowe kamienice)

### Powiat leszczyński
- Osieczna (miasto będące siedzibą gminy Osieczna, zabytkami są: zamek, kościół św. Trójcy, kościół protestancki, kościół i klasztor św. Walentego oraz wiatraki koźlaki)
- Wojnowice (gmina Osieczna)
- Kąty (gmina Osieczna)

### Powiat kościański
- Czerwona Wieś (gmina Krzywiń)

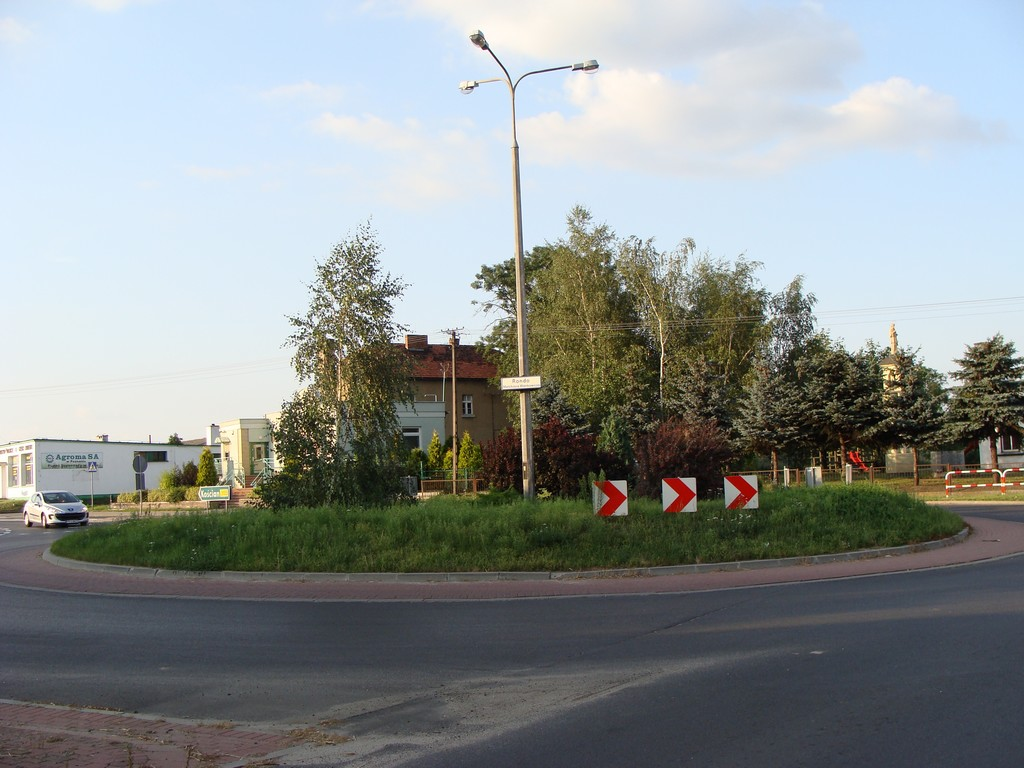
Rondo Wańkowicza w Jerce

- Krzywiń (miasto będące siedzibą gminy Krzywiń)

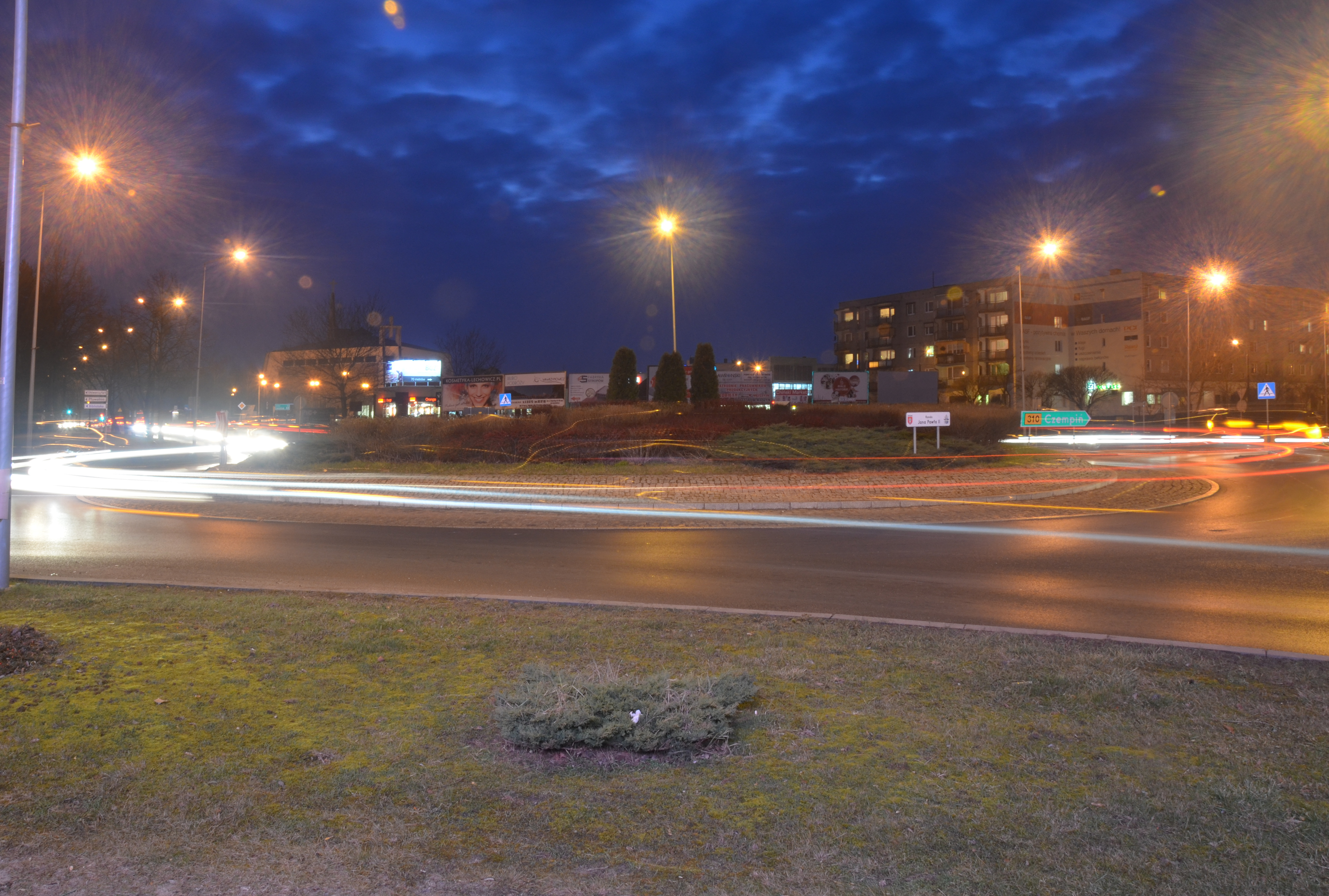
Rondo Jana Pawła II w Śremie

- Jerka (gmina Krzywiń)
- Zbęchy (gmina Krzywiń)

### Powiat śremski
- Dalewo (we wsi znajduje się skrzyżowanie z drogą lokalną do Mórki, zabytkami są: kościół św. Wojciecha, drewniana dzwonnica)
- Wyrzeka (zabytkami wsi są: dom rodzinny ks. Piotra Wawrzyniaka oraz kaplica z 1909 r.)
- Nochowo (we wsi znajduje się skrzyżowanie z drogą lokalną do Dolska przez Mełpin, zabytkami są: zespół folwarczny, dwór oraz kapliczka)

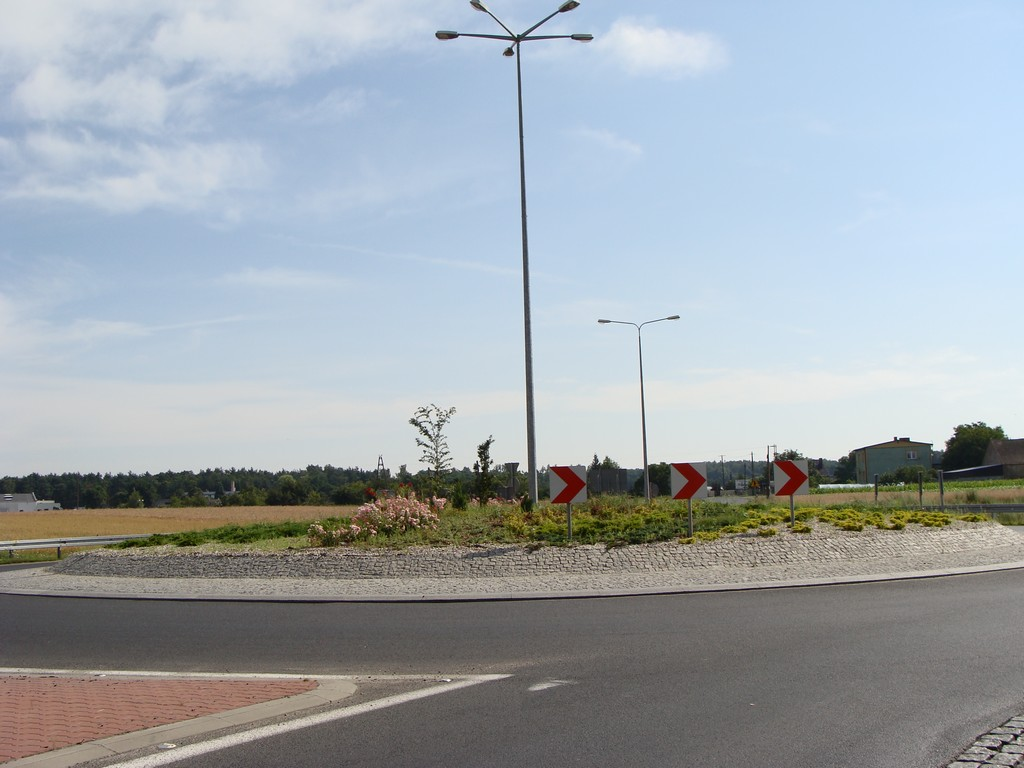
Rondo przy obwodnicy Śremu

- Śrem (miasto będące siedzibą powiatu śremskiego i gminy Śrem, zabytkami są rynek, ratusz, kościół Najświętszej Marii Panny Wniebowziętej, plebania przy Farnej, gimnazjum (obecnie Liceum Ogólnokształcące), zespół pofranciszkański, Kościół Św. Ducha, wieża ciśnień, kamienice, budynek Gimnazjum nr 2, Landratura, budynek Starostwa Powiatowego, zespół klasztorny Klarysek)

### Powiat średzki
- Zaniemyśl (miasto będące siedzibą gminy Zaniemyśl, znajduje się w niej wskrzyżowanie z drogą lokalną do Kórnika)
- Brzostek (gmina Zaniemyśl)
- Środa Wielkopolska (miasto będące siedzibą powiatu średzkiego i gminy Środa Wielkopolska, zabytkami są: kolegiata farna, wieża ciśnień, pomnik Dąbrowskiego, kolejka wąskotorowa)
- Ruszkowo (gmina Środa Wielkopolska)
- Tadeuszowo (gmina Środa Wielkopolska)
- Połażejewo (gmina Środa Wielkopolska, zabytkiem jest pałacyk Kosińskich)
- Zberki (gmina Dominowo)

### Powiat wrzesiński
- Obłaczkowo (gmina Września)